# Malaios das Ilhas Cocos
Os Malaios das Ilhas Cocos são uma comunidade que forma o grupo predominante das ilhas Cocos (Keeling), que agora fazem parte da Austrália . Apesar de todos terem sido assimilados à cultura étnica malaia, eles são nomeados em referência à raça malaia, originária de diferentes lugares do arquipélago malaio, como Bali, Bima, Celebes, Madura, Sumbawa, Timor, Sumatra, Pasir - Kutai, Malaca, Penang, Batávia e Cirebon.

## História
Acredita-se que os primeiros malaios tenham chegado e se estabelecido nas ilhas em 1826 quando Alexander Hare, um aventureiro inglês, levou escravos malaios para a ilha.  Em 1827, John Clunies-Ross quando estabeleceu as ilhas com sua família. Os malaios existentes e um grande número de imigrantes malaios recém-chegados que Clunies-Ross trouxe com ele foram empregados para ajudar na colheita de cocos para copra.

## Religião
A maioria dos cocos malaios segue o ramo sunita do islã.

## Vestimenta
Os malaios das Ilhas Cocos dois tipos típicos de vestimentas - Baju Kebaya para as mulheres e Baju Melayu para os homens. O Baju Kebaya consiste em uma "túnica solta" (uma camisa longa sem gola, com um decote curto preso por um broche) e é usada por cima de uma saia ou sarongue . Baju Melayu é uma camisa folgada (com gol, três ou mais botões ou sem gola com decote). Os Baju Kebaya e Baju Melayu dos Cocos são indistintos do traje do típico malaio . Acredita-se que as roupas da comunidade tenham uma mistura de várias culturas.

## Língua
Os malaios das Ilhas Cocos têm sua própria variedade de idiomas, chamada Basa Pulu Kokos . Destaca-se uso de gírias e à constante mudança no significado das palavras. Ele contém palavras que refletem suas diversas origens e sua história de contato irregular com pessoas de fora. O idioma é predominantemente malaio Betawi, uma mistura crioula de Jacarta de malaio e indonésio (além de javanês, sundanês em que a língua Betawi derivou) com pronúncia local e elementos de inglês e escocês misturados.